# Andreas Rivinus

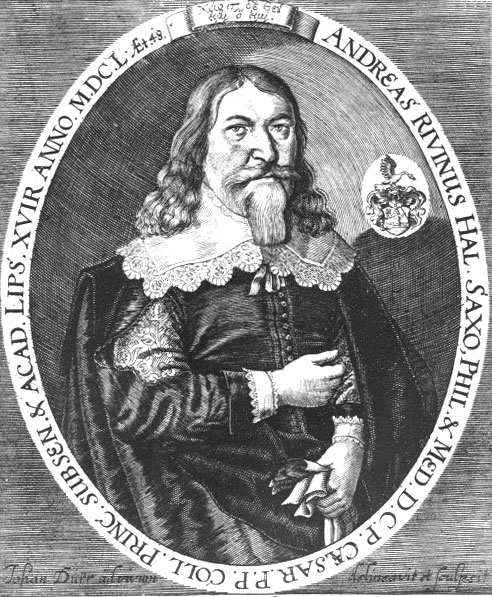
Andreas Rivinus

Andreas Rivinus (latinisiert aus Bachmann; * 17. Oktober 1601 in Halle (Saale); † 4. April 1656 in Leipzig) war ein deutscher Philosoph, neulateinischer Dichter, Philologe und Mediziner.

## Leben
Der Sohn des Ratmannes Andreas Bachmann (* um 1570; † 18. Mai 1642 in Leipzig) und der Dorothea Krebs begann nach dem Besuch des Gymnasiums seiner Heimatstadt 1621 ein Studium an der Universität Leipzig, wechselte bald an die Universität Jena und schlug neben einem philosophischen Studium den Weg eines Mediziners ein. Seine Eltern ermöglichten ihm eine Bildungsreise, die ihn durch Holland, England und Frankreich führte. Seine Lehrer waren damals Zacharias Brendel in Jena und Johann Rupert Sultzberger († 1640 in Dresden) in Leipzig, zudem Daniel Heinsius, Petrus Cunaeus, Aelius Everhardus Vorstius, Otto Heurnius, Gilbertus Jaccaeus (1578?–1628) in Leiden und Petrus Bertius (1565–1629) in Paris.
Er hatte auch Bernhard Paludanus (1550–1633) zu Enkhuizen und Johann Adolf Ringelstein zu Straßburg sowie in seiner Heimat Halle Laurentius Hoffmann (1582–1630) und Matthias Untzer (1581–1629) kennengelernt. Zurückgekehrt nach Leipzig wurde er am 2. Oktober 1624 Baccalaureus und erwarb am 27. Januar desselben Jahres den akademischen Grad eines Magisters der Philosophie. Er habilitierte sich und wurde 1627 Rektor des Gymnasiums in Nordhausen. Nach drei Jahren begab er sich wieder nach Leipzig, wo er 1630 Assessor an der philosophischen Fakultät wurde und 1635 die Professur der Poesie übernahm. Der auch für theologische Themen interessierte Rivinus wurde 1636 Kollegiat am kleinen Fürstenkollegium, erwarb 1638 Lizentiat an der medizinischen Fakultät und promovierte 1644 zum Doktor der Medizin.
1645 war er Decemvir der Hochschule und übernahm 1655 die Professur der Physiologie an der medizinischen Fakultät. Rivinus beteiligte sich auch den organisatorischen Aufgaben der Leipziger Hochschule. Er war viermal Dekan der philosophischen Fakultät und wurde zweimal Prokanzler. In den Sommersemestern 1639 und 1645 war er Rektor der Alma Mater.
Er starb am 4. April 1656 und wurde am 9. April 1656 in der Leipziger Paulinerkirche neben seinem Vater begraben, wo man ihm ein Epitaph errichtete.

## Familie
Rivinus war drei Mal verheiratet.
Am 5. März 1633 heiratete er Catharina Elisabeth († April 1633), die Tochter des kurfürstlich sächsischen Amtsschössers in Schkeuditz Hieronymus Berger.
Am 13. August 1638 heiratete er Anna Elliger († 23. Juli 1647), die Witwe des Wilhelm Avianus († 1636). Aus der Ehe stammen vier Söhne und zwei Töchter, wovon eine Tochter und zwei Söhne den Vater überlebten.
Seine dritte Ehe ging er am 5. März 1650 mit Catharina, Tochter des Hallenser Diakons Tilemann Olearius, ein. Aus dieser Ehe sind drei Söhne und eine Tochter hervorgegangen. Von den überlebenden Kindern kennt man:
- Clara Elisabeth Rivinus
- Marcus Antonius Rivinus
- Heinrich Julius Rivinus
- Eva Maria Rivinus
- Quintus Septimius Florens Rivinus (* 16. August 1651; † 22. März 1713), kurfürstlich-sächsischer Appellationsrat, Beisitzer des Leipziger Hofgerichts und Bürgermeister in Leipzig
- Augustus Quirinus Rivinus, Mediziner
- Tilemann Andreas Rivinus (* 30. September 1654; † 24. Januar 1692),[1] Archidiakon der St. Thomaskirche in Leipzig

## Werke
- Paedogerotagogus.
- Aristoteles cum Platone comparatus.
- Lanx satura contra Reinesium.
- Antologia epigrammatum veterum, greco-latina.
- Coena Cypriani dubia.
- Rei hortensis et botanicae scriptores metrici.
- Florilegium graeco-latinum diversorum epigrammatum veterum.
- Paschali Ratberti carmen geminum cum notis.
- De artis typographicae initiis et progressu.
- Janua graecae linguae binis clavibus referta.
- Eclogae paraphrasticae Psalmorum LI et CXVIIII.
- Notae in Dracontium, Cacilii Cypriani Genesin. Et Sodomam; Drepani Flori Psalmos, Victorini Carmen de Jesu Christo, Hildeberti Sermones.
- Philo-Physico-Logica.
- Collectanea veterum bonorum scriptorum de medicina.
- De aestu marino.
- De peste medica.
- Coelum terrestre poeticum. Leipzig 1631.
- Panegyris de victoria Lipsiensi. Leipzig 1631.
- Coelum terrestre poëticum septilingue. Leipzig 1631.
- Declamatio latina de Vesuvio. Leipzig 1632.
- Philologica de peste. Leipzig 1638.
- Liber physicalium virtutum, compassionum et curationum ex experientia Kiranidarum Kirani et Harpocratione Alexandrino collectus. Leipzig 1638.
- Diss. De contributionibus. Leipzig 1640.
- Hecatomba laudum ob inventam Chalcographiam. Leipzig 1640.
- De pollinctura s. balsamatione corporum. Leipzig 1644.
- Pervilium Veneris cum notis. Leipzig 1644.
- Diss. II de venilia et salacia, nec non malacia. Leipzig 1645.
- Summa poeticæ fastigia, per præcepta, exempla & mythologias, in qvæstiones, aphorismos & emblemata, qvàm brevissimè digesta, enarrata & dissertando in Acad. Leipzig 1645.
- Diss. De duello Leipzig 1649.
- Diss. De temperantia gulam pariter et ventrem Veneremque referenante. Leipzig 1649.
- Diss. De Majumis, Maicampis et Roncaliis. Leipzig 1651.
- Veterum bonorum scriptorum de medicina Collectanea. Leipzig 1654.
- Florilegium diversorum epigrammatum veterum Graecorum et c. Leipzig 1657.